# Saint-Félix (Oise)
 Saint-Félix  es una población y comuna francesa, en la región de Alta Francia, departamento de Oise, en el distrito de Clermont y cantón de Mouy.

## Demografía
| 254 | 226 | 221 | 348 | 417 | 486 |
| Para los censos de 1962 a 1999 la población legal corresponde a la población sin duplicidades (Fuente: INSEE [Consultar]) |     |     |     |     |     |